# Dziewiętnaście stopni w cieniu
Dziewiętnaście stopni w cieniu – album studyjny polskiej grupy 19SWC wydany w 2012 roku.

## Lista utworów
Opracowano na podstawie materiału źródłowego.
| #  | Tytuł                                   | Producent | Skrecze   | Czas  |
| -- | --------------------------------------- | --------- | --------- | ----- |
| 1  | „Tych 4”                                | Chmurok   | DJ Gondek | 04:11 |
| 2  | „Nigdy dość”                            | Nesko     | DJ Gondek | 04:07 |
| 3  | „Się nie wychylaj” (gościnnie: HST)     | Fleczer   | DJ Gondek | 04:10 |
| 4  | „Kiedyś” (gościnnie: Majorr)            | Chmurok   |           | 05:01 |
| 5  | „Ze wszystkich stron”                   | Blekear   |           | 04:24 |
| 6  | „Full”                                  | Grrracz   |           | 04:12 |
| 7  | „Zew”                                   | Chmurok   |           | 04:32 |
| 8  | „Ciągle mało”                           | Emdeka    |           | 03:12 |
| 9  | „Wirus”                                 | Chmurok   | DJ Gondek | 04:28 |
| 10 | „Tam gdzie mieszkam” (gościnnie: Rene1) | Emdeka    |           | 04:59 |
| 11 | „Nie wiem po co...”                     | Chmurok   |           | 04:30 |